# Desa Tulungrejo (administrativ by i Indonesien, lat -8,35, long 114,08)
Desa Tulungrejo är en administrativ by i Indonesien.   Den ligger i provinsen Jawa Timur, i den sydvästra delen av landet, 800 km öster om huvudstaden Jakarta.